# Referéndum sobre la independencia de Montenegro de 2006
El referéndum sobre la independencia de Montenegro fue realizado el 21 de mayo de 2006 en la entonces región serbomontenegrina de Montenegro. Su objetivo era definir la futura situación política de Montenegro.
El plebiscito permitía a los electores montenegrinos elegir entre la permanencia en Serbia y Montenegro o la independencia. Se sometió a aprobación o rechazo la siguiente propuesta:

Želite li da Republika Crna Gora bude nezavisna država sa punim međunarodno-pravnim subjektivitetom?
¿Desea usted que Montenegro sea un estado independiente con completa legitimidad legal e internacional?

Para que la independencia de Montenegro fuera aprobada y reconocida, se debían cumplir los siguientes requisitos establecidos:
1. Debe votar al menos el 50 % de las personas con derecho a voto.
2. El voto «Sí» debe tener una votación superior al 50 % de los votos válidamente emitidos.

Adicionalmente, con carácter previo al referéndum, la Unión Europea declaró que en ningún caso reconocería la independencia de Montenegro si la opción «Sí» no obtenía al menos el 55 % de los votos.
Durante los días previos al referéndum, la principal preocupación de buena parte de los montenegrinos no era tanto el resultado del referéndum, sino evitar caer en la «zona gris», la que era prácticamente pronosticada por todas las encuestas y se correspondía con entre el 50 y el 55 % de votos favorables a la independencia. En ese caso, el país estaría obligado por ley a independizarse, pero no sería reconocido internacionalmente. De producirse dicha situación, el Gobierno de Montenegro tendría plena soberanía sobre su territorio, pero sus relaciones internacionales seguirían gestionadas por Serbia indefinidamente.
El resultado del referéndum dio finalmente como ganadora la opción independentista con un 55,4 % de los votos válidamente emitidos, con lo que se desvanecieron los temores del pueblo montenegrino. Esto se concretaría con la declaración de independencia del Estado adriático el 3 de junio. Dos días más tarde, el 5 de junio de 2006, tras la independencia, el Estado de Serbia y Montenegro disolvió la estructura regional de Montenegro (ya sin poder efectivo), y cambió su nombre por el de República de Serbia, que es como se la conoce actualmente.

## Antecedentes e historia
Tras la creación de la República Federal de Yugoslavia en 1992 (tras la separación de Bosnia-Herzegovina, Croacia, Eslovenia y Macedonia de la antigua República Federal Socialista de Yugoslavia), Montenegro realizó un plebiscito ese mismo año para definir su independencia. Sin embargo, la propuesta fue rechazada por cerca de un 96 % de los votos, debido al boicot realizado tanto por grupos musulmanes como por los propios proindependentistas.[cita requerida]
La República Federal de Yugoslavia, debido a la grave crisis interna en que se encontraba, debió ser reestructurada dando origen a la Unión de Serbia y Montenegro luego de la promulgación de la nueva Constitución. Producto de las presiones de grupos independentistas, dicha constitución estableció un mecanismo para la disolución de la unión.

Luego de un período de 3 años, los estados miembros tendrán el derecho a iniciar procesos para el cambio de su estatus o para separarse de la Unión de Serbia y Montenegro.
La decisión de secesión de la Unión de Serbia y Montenegro deberá ser realizada luego de un referendo, el cual deberá ser aprobado por alguno de los estados miembros teniendo en cuenta estándares democráticos reconocidos internacionalmente.
En caso que Montenegro decida separarse de la Unión de Serbia y Montenegro, los instrumentos legales internacionales correspondientes a la República Federal de Yugoslavia, en particular la Resolución 1244 del Consejo de Seguridad de las Naciones Unidas, concernirán y serán aplicados en su totalidad a Serbia en su calidad de sucesor.

El estado miembro que implemente este derecho, no heredará el derecho a ser reconocido internacionalmente y todos los litigios serán dirigidos separadamente entre el estado sucesor y el nuevo estado independiente.
Artículo 60, Carta Constitucional de Serbia y Montenegro

Tras la aprobación de la carta magna, el gobierno regional montenegrino decidió discutir la realización del plebiscito. El gobierno en un comienzo propuso un referendo con aprobación por mayoría simple pero los grupos opositores lo objetaron, aprobándose pese a todo la opción gubernamental. Sin embargo, el delegado de la Unión Europea para la antigua Yugoslavia, Miroslav Lajčák, estableció una supermayoría del 55 % como requisito indispensable para que la UE reconociera la independencia del país.
La campaña en favor de la independencia fue liderada por los partidos Social-Demócrata y Democrático de los Socialistas cuyo máximo referente es el primer ministro Milo Đukanović; por otro lado, los unionistas fueron encabezados por Predrag Bulatović.
A pesar de que la campaña en general fue limpia, existieron algunas acusaciones de chantaje y corrupción de los independentistas, acusaciones de intervencionismo serbio e incluso algunos brotes de violencia. Desde el 19 de mayo, Montenegro Airlines decidió suspender cerca de 34 vuelos hasta el 22 de mayo.
Algunas encuestas previo a la realización del referéndum decían que cerca del 56 % de los montenegrinos apoyaban la independencia, pero que existía la posibilidad de que el resultado cayera en la llamada «área gris» (entre un 50 % y 55 %) y que según Đukanović sería una situación que podría generar un clima de inestabilidad en el país.

## Elección
La Comisión Estatal de Elecciones comunicó durante el día que la elección se realizó de manera normal y que más del 60 % de los 480 000 votantes convocados participó en la votación durante las primeras siete horas, cifra que finalmente alcanzó el 86,3 % al finalizar la jornada
Mientras se realizaban los escrutinios, las organizaciones independientes Centro por Elecciones Libres y Democracia y el Centro de Monitoreo, afirmaron a las 23:45 h (CEST) que la opción «Sí» estaría alcanzando un 56,34 % de los votos provocando diversas celebraciones en Podgorica por parte de los proindependentistas, mientras el primer ministro Milo Đukanović proclamó su victoria. Sin embargo, Pedrag Bulatović, líder de los unionistas, dijo desconocer dichos informes argumentando que «estimaciones arbitrarias de un grupo de monitero no deben ni pueden desestabilizar a Montenegro» y que según sus informaciones tendrían entre 4 y 5 puntos porcentuales en al menos un 20 % de las mesas ya escrutadas.
Ya avanzada la noche y mientras aún continuaban los festejos, las estimaciones comenzaron a estrechar el margen de diferencia entre ambas posiciones. El CELD y el CdM anunciaron su último cómputo de un 55,3 %, mientras Đukanović apareció en televisión a las 1:40 h anunciando que, contados el 99,85 %, la opción «Sí» obtenía el 55,5 %, diferencia irremontable para los votos restantes. Por otro lado, Mulatović afirmó que el «Sí» lograba tan solo el 54 % de los votos, fracasando el proyecto. Finalmente, los primeros datos oficiales fueron entregados durante la mañana del 22 de mayo, por František Lipka, presidente de la Comisión Electoral, certificando la victoria del «Sí» por un 55,4 %.
Sin embargo, existían cerca de 19 000 votos (correspondientes a 45 mesas) que no habían sido escrutados. Los problemas en dichas mesas retrasaron la entrega de cómputos finales los que se pospusieron para el día martes 23 de mayo a las 8:30 hora local.

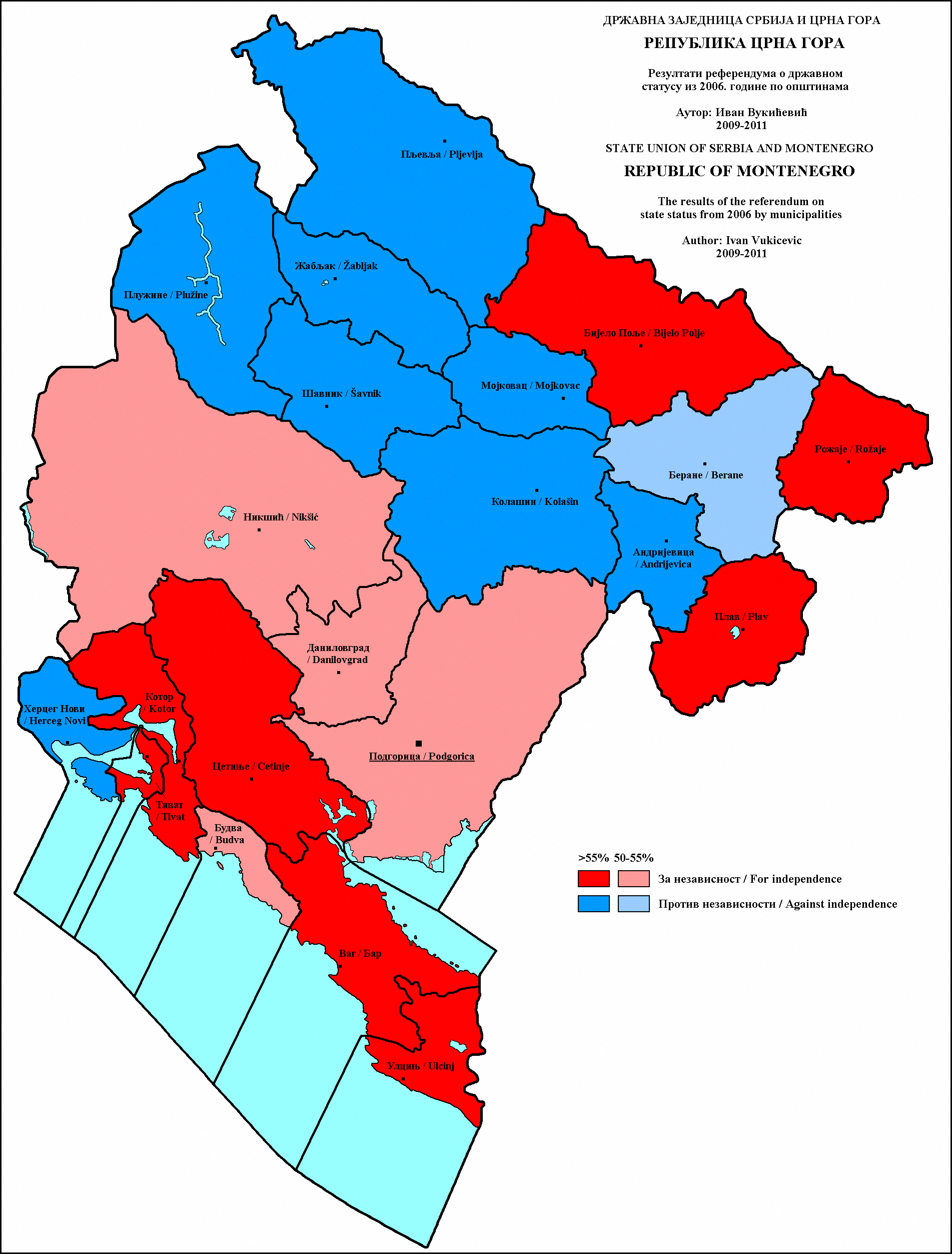
Mapa de Montenegro. En rojo, los municipios a favor de la independencia; en azul, a favor de mantener la unión.

| Plebiscito nacional de Montenegro 21 de mayo de 2006 | Plebiscito nacional de Montenegro 21 de mayo de 2006 | Plebiscito nacional de Montenegro 21 de mayo de 2006 |
| ---------------------------------------------------- | ---------------------------------------------------- | ---------------------------------------------------- |
| «Sí»                                                 | 230 711                                              | 55,50 %                                              |
| «No»                                                 | 184 954                                              | 44,50 %                                              |
| Votos válidos                                        | 415 665                                              | 99,14 %                                              |
| Total votos                                          | 419 236                                              | 86,49 %                                              |
| Convocados                                           | 484 718                                              | 100 %                                                |

## Efectos
En Podgorica luego de los primeros resultados oficiales, Đukanović proclamaba en medio de las celebraciones que «los ciudadanos de Montenegro han recuperado su soberanía» En tanto, los grupos unionistas han protestado por los resultados ya que consideran se han cometido diversas irregularidades, especialmente en algunas localidades de mayoría albanesa y musulmana. En Belgrado, las autoridades federales llamaron a la calma. Por un lado, el Presidente de Serbia Boris Tadić reconoció los resultados, mientras el primer ministro Vojislav Koštunica dijo que esperaría hasta que se hayan resuelto los alegatos de los grupos disidentes. 
Diversas autoridades se manifestaron. Javier Solana, Alto representante para la Política Exterior y de Seguridad de la Unión Europea, afirmó que «nosotros respetaremos totalmente el resultado del referendo» y posteriormente solicitó que lo mismo hicieran ambos bandos, unionistas y secesionistas, algo que también realizó la OSCE.
De acuerdo a la legislación montenegrina, en los quince días posteriores al plebiscito deben ser entregados los resultados oficiales, los que deben ser aprobados por la Asamblea Nacional dentro de 60 días. A continuación, se deben realizar los cambios necesarios a la Constitución de Montenegro para decretar la independencia para los cuales se debe disolver la Asamblea y convocar a elecciones para la constitución de una nueva dentro de 90 días. Esta nueva Asamblea deberá adoptar, con un quorum de 2/3, los cambios propuestos o crear un nuevo documento. Por otro lado, Montenegro deberá comenzar a ser reconocido internacionalmente por los diversos organismos internacionales como la Organización de las Naciones Unidas.
De acuerdo a lo expresado por Đukanović, uno de los principales pasos para el país será presentar una candidatura para formar parte de la Unión Europea, siguiendo los pasos de su excompañera yugoslava Eslovenia. Los montenegrinos creen que, luego de su separación con Serbia, el proceso se verá agilizado ya que Montenegro no enfrentaría el veto que existe sobre la actual federación serbiomontenegrina debido al retraso en la captura de Ratko Mladić.
Sin embargo, la decisión tomada por Montenegro no solamente tendrá efectos dentro de su república. Serbia deberá ajustar su sistema político para enfrentar la separación del pequeño estado costero, mientras surge la posibilidad de que Kosovo pueda experimentar un proceso similar al montenegrino para obtener su independencia, lo cual ha sido negado por la OTAN que ha establecido que «ambos procesos son diferentes».
Al igual con el caso de Kosovo, existen ciertas preocupaciones de que lo sucedido con Montenegro pueda resolver otros casos de regiones separatistas en diferentes lugares de Europa, como la República Srpska, Abjasia o Nagorno-Karabaj. Incluso, los estados de Transnistria y Osetia del Sur ya convocaron a plebiscitos para el 17 de septiembre y el 12 de noviembre de 2006, respectivamente.
Incluso, algunos grupos independentistas catalanes y vascos insinuaron la posibilidad de solicitar un referendo y el Partido Popular advirtió que el proyecto de Estatuto de Autonomía de Cataluña equivalía al plebiscito montenegrino, situaciones que Javier Solana calificó como un debate que «raya en el delirium tremens».
El referéndum también afectó al panorama deportivo, porque Serbia y Montenegro se había clasificado a la Copa Mundial de Fútbol de 2006, y tras un tiempo decidieron que debía jugar el equipo completo, a pesar de que Montenegro ya se había independizado de Serbia. Esto se considera la primera y única vez que en una edición mundial juega un equipo de una nación inexistente.
El 3 de junio de 2006, en una sesión especial del Parlamento regional de Montenegro, éste declararía la independencia del país, la cual sería aceptada por Serbia y Montenegro inmediatamente. Por su parte, el día 5 Serbia y Montenegro decretaría oficialmente el fin de la Unión y su establecimiento como estado independiente.